# Fray Servando (estación)
Fray Servando es una de las estaciones que forman parte del Metro de Ciudad de México, perteneciente a la Línea 4. Se ubica en el centro de la Ciudad de México, en la alcaldía Venustiano Carranza.

## Información general
Debe su nombre a la avenida Fray Servando Teresa de Mier en la que se encuentra situada y su emblema es la silueta de Fray Servando Teresa de Mier uno de los héroes de la Independencia de México.

## Afluencia
La siguiente tabla muestra la afluencia de la estación en los últimos 10 años:
| Afluencia Anual de Pasajeros | Afluencia Anual de Pasajeros | Afluencia Anual de Pasajeros | Afluencia Anual de Pasajeros | Afluencia Anual de Pasajeros | Afluencia Anual de Pasajeros |
| ---------------------------- | ---------------------------- | ---------------------------- | ---------------------------- | ---------------------------- | ---------------------------- |
| Año                          | Afluencia                    | A Diario                     | Ranking Anual                | Aumento%                     | Ref.                         |
| 2023                         | 3,361,238                    | 9,208                        | 125°/195                     | +15.69%                      | [ 2 ]                        |
| 2022                         | 2,905,299                    | 7,959                        | 135°/175                     | +58.98%                      | [ 3 ]                        |
| 2021                         | 1,827,514                    | 5,006                        | 144°/195                     | +17.40%                      | [ 4 ]                        |
| 2020                         | 1,556,639                    | 4,253                        | 163°/195                     | -51.95%                      | [ 5 ]                        |
| 2019                         | 3,239,953                    | 8,876                        | 159°/195                     | +1.80%                       | [ 6 ]                        |
| 2018                         | 3,182,617                    | 8,719                        | 160°/195                     | +4.57%                       | [ 7 ]                        |
| 2017                         | 3,043,479                    | 8,338                        | 160°/195                     | +2.67%                       | [ 8 ]                        |
| 2016                         | 2,964,350                    | 8,099                        | 166°/195                     | +0.30%                       | [ 9 ]                        |
| 2015                         | 2,955,405                    | 8,097                        | 153°/195                     | +2.47%                       | [ 10 ]                       |
| 2014                         | 2,884,276                    | 7,902                        | 155°/195                     | -3.55%                       | [ 11 ]                       |

## Conectividad

### Salidas
- Oriente: Eje 2 Oriente Avenida H. Congreso de la Unión, esquina Eje 1 Sur Avenida Fray Servando Teresa de Mier (Parque de los Periodistas Ilustres), Colonia El Parque.
- Poniente: Eje 2 Oriente Avenida H. Congreso de la Unión, esquina Eje 1 Sur Avenida Fray Servando Teresa de Mier, Colonia Merced Balbuena.

### Conexiones
Existen conexiones con las estaciones y paradas de diversos sistemas de transporte:
- Algunas rutas del RTP.
- Tiene conexión de forma indirecta con la Línea 4 del Metrobús en la estación Cecilio Robelo, ubicada a unos metro de esta estación, sobre la interestación Fray Servando-Candelaria/Palacio Legislativo.[12]

## Sitios de interés
- Mercado de Sonora
- Escuela Nacional Preparatoria 7 "Ezequiel A. Chavez"